# Долгорукая, Елена Павловна
Княжна Елена Павловна Долгору́кая (в замужестве Фадеева; 1789—1860) — высокообразованный человек, коллекционер; увлекалась естественными науками (ботаникой, орнитологией, палеонтологией, минералогией), а также историей, археологией и нумизматикой. Владела шестью языками. 

## Биография
Родилась 11 (22) октября 1789 года в имении Долгоруковых Низки Могилевской губернии — дочь екатерининского генерала князя П. В. Долгорукого. Детство провела в селе Ржищеве Киевской губернии, под заботливым присмотром своей бабушки по матери, Генриетты де Бандре, которая дала единственной, любимой внучке сначала наилучшее воспитание, а затем серьёзное образование. В Ржищеве она и познакомилась с Андреем Михайловичем Фадеевым, за которого вышла замуж 9 февраля 1813 года. Но и после замужества она продолжала пополнять своё образование; особенно полюбила естественные науки, преимущественно ботанику, которой занималась в часы, свободные от занятий с детьми и от домашнего хозяйства.
В автобиографической повести «Мое отрочество», её внучка Вера Петровна Желиховская писала: «…я мало знаю наук, которых бы она не изучила основательно. История, география, ботаника, археология, нумизматика — во всем она была специалист! Все эти знания она приобрела не с помощью дорогих учителей, а лишь благодаря собственному неустанному труду, любознательности и настойчивому рвению к познаниям».
С юности и до последних дней жизни Елена Павловна Фадеева находила время для научных исследований. Она составила огромную коллекцию (50 томов в лист) рисунков с натуры растений флоры саратовской, кавказской и всех тех местностей, где ей приходилось жить; все эти растения Фадеева сама определяла при помощи домашней библиотеки из лучших ботанических сочинений. Академик Петербургской академии наук Карл фон Бэр просил доверить ему эту замечательную коллекцию, чтобы сделать копии для Императорской Академии наук, но составительница не согласилась.
Кроме естественных наук, Фадеева занималась также историей, археологией, нумизматикой (составила значительную коллекцию монет и медалей) и языками, — она превосходно знала французский, немецкий, итальянский, польский и латинский. Фадеева вела переписку с отечественными и зарубежными учеными. Среди её корреспондентов, например, были: президент Лондонского географического общества Мурчисон; французский геолог, палеонтолог академик Вернель; путешественник Ксавье Оммер де Гелль, назвавший в честь Фадеевой одну из ископаемых раковин (лат. Venus Fadiefei); геолог Абих; академики Бэр и Стевен; естествоиспытатель и путешественник Г. С. Карелин.
Помимо ботанической, она составила энтомологическую, орнитологическую, минералогическую и палеонтологическую коллекции, а также большую коллекцию монет и медалей. Для научных занятий у неё был оборудован специальный кабинет, в котором хранились многочисленные коллекции и чучела животных, многие из которых были сделаны её руками. Желиховская вспоминала: «В бабушкином кабинете было на что поглядеть и о чем призадуматься!.. Стены, пол, потолок, все было покрыто диковинками. Днём эти диковинки меня очень занимали, но в сумерки я бы ни за что не вошла одна в бабушкин кабинет!» По воспоминаниям той же Желиховской: «Многие ученые люди <…> нарочно приезжали издалека, чтоб с нею познакомиться и посмотреть ее кабинет…».
Часть своей орнитологической, минералогической и палеонтологической коллекции Фадеева ещё при жизни подарила Кавказскому обществу сельского хозяйства в Тифлисе.
Умерла 12 (24) августа 1860 года в Тифлисе. В последние годы она была тяжело больна и частично парализована. Но болезнь не мешала ни её научным занятиям (она даже научилась делать рисунки левой рукой), ни образованию внуков. Была похоронена в Тифлисе, пред стеной алтаря Вознесенской церкви.

## Семья
Мать четырёх детей:
1. Елена (1814—1842) — первая русская романистка, писала под псевдонимом Зинаида Р-ва (Резникова);
2. Екатерина (1821—1897) — в замужестве Витте, мать государственного деятеля Сергея Витте;
3. Ростислав (1824—1883) — известный публицист;
4. Надежда (1827—1919) — писательница и мемуаристка.

Бабушка по матери Елены Блаватской (1831—1891).
Воспитывая своих четырёх детей, она заменяла им большую часть учителей. Когда в 1842 году умерла старшая дочь Фадеевых Елена, то супруги — Андрей Михайлович, на тот момент саратовский губернатор (1841—1846), с Еленой Павловной — забрали к себе внуков (Леонида, Веру и Елену) на воспитание. В Саратове Фадеева оставила по себе память учреждением детского приюта.